# Fanservice
Fanservice (ファンサービス, fan saabisu), også stavet fan service eller fan-service, er et begreb, der bruges i forbindelse med visuelle medier (ofte japanske men ikke kun) om elementer, der er uvæsentlige for den primære historie men beregnet til at more og vække interesse hos publikum. Det kan bl.a. dække over letpåklædte piger, tilbagevenden af vellidte bifigurer og hilsner til andre medier, alt jf. ordsproget "Giv folk, hvad folk vil have."
Derimod bruges begrebet ikke i sammenhænge, hvor den pågældende ting er at forvente. Nøgne og letpåklædte personer er f.eks. grundlæggende elementer i pornofilm og hentai og er derfor ikke fanservice. Det er det derimod, hvis filmens overordnede tema og bærende elementer er noget andet f.eks. krimi eller komedie. Men derfor kan en film eller serie alligevel godt være skrevet helt eller delvist netop med henblik på at komme hen til scener med fanservice.
Begrebet fanservice forbindes oftest med scener hvor figurer fremstilles nøgne eller let påklædte. Men som det fremgår nedenfor dækker begrebet – om end ikke altid identificeret som sådan – også over flere andre og aldeles uskyldige områder, alt i ordets bogstaveligste betydning: "service for fans". Og på japansk har ordet service da også en betydning i stil med "en uopfordret handling for at tiltrække og holde på kunder" og kan da også bruges om så uskyldige ting som butikkers udsalg. Mens det i den danske betydning for eksempel kan foranledige en fodboldklub til at benytte fanservice som overskrift for aldeles jordnære ting som hvornår næste kamp er. Disse sidste betydninger falder dog udenfor nærværende artikels emne.

## Seksuelt
Som nævnt bruges begrebet fanservice oftest om – men er altså ikke isoleret til – elementer af vovet eller decideret seksuel karakter så som nøgenhed og andet "guf for øjet". Det er som oftest de kvindelige figurer, der med eller mod deres vilje må holde for, men også mandlige figurer inddrages. En anden variant er homoseksuelle aktiviteter (hvilket dog ikke må overføres på publikum, som ofte er af det modsatte køn af figurerne).
Scener under brusere ses ofte i film og i animeer fra 1980'erne og 1990'erne, mens mange nyere tv-serier inkluderer ture til onsen (japanske varme kilder). Tilsvarende vil de "obligatoriske" afsnit med ferietema ofte foregå på strande eller tropiske lokaliteter, så figurerne kan vises i badetøj og anden let påklædning, som ikke vil passe ind i de normale afsnit. To almindelige typer af fanservice i anime og til dels manga er desuden hoppende bryster (gerne forholdsvis store, en anden form for fanservice) og glimt af trusser. Sidstnævnte er også kendt som panty-shots (パンチラ, panchira), og var dets oprindelse harmløs – anekdoter daterer det til børneserien Astro Boy fra 1950'erne – så blev det i 1970'erne betydelig mere voksenrettet som f.eks. i Cutey Honey fra 1973. Det er dog langt fra alle, der forfalder så meget til det som Agent Aika, hvor alene første afsnit fra 1997 efter sigende skal have omkring 122 panty-shots.
På den anden side af jordkloden kan man også opleve folk fremstillet letpåklædte og det i en grad, der til tider grænser til det usandsynlige. Det kendes således allerede fra de ældst kendte eksempler fra antikkens Grækenland, hvor krigere som i slaget ved Thermopylæ (480 f.Kr.) fremstilles praktisk taget nøgne, hvor de i virkeligheden fornuftigt nok bar både hjelm, harnisk og benskinner. Ikke at det i øvrigt hjalp så meget. For hvor senere tider som en ganske anden form for fanservice har berømmet og lovprist de deltagende 300 spartanere for deres tapperhed, er den lidet gloværdige sandhed, at de blev slået ihjel til sidste mand.
Som et mere nutidig eksempel kan nævnes James Bond-filmene. Udover en række scener i selve filmene med letpåklædte mænd og kvinder, har et noget nær fast element lige siden From Russia With Love i 1963 været introer, hvor titel og rolleliste vises sammen med nøgne eller antydede nøgne kvinder.
Meget af det seksuelle fanservice er uegnet for børn, og i nogle tilfælde censureres der derfor i forbindelse med oversættelse af hensyn til de officielle aldersgrænser. Dette kan dog også ske i tilfælde, hvor skaberne slet ikke havde fanservice i tankerne men blot havde handlet inden for rammerne af det videre frisind i skabelseslandet eller på skabelsestidspunktet.

## Cosplay
En anden form for fanservice forekommer i anime og manga i form af cosplay eller anden form for iøjnefaldende usædvanlig påklædning. Dette involverer en eller flere figurer, som oftest kvindelige, iført et kostume, der er en del af en japansk modefetish. Typiske eksempler tæller:
- Kattepige – tema i en række serier.
- En figur fra en anden anime, manga eller videospil.
- Hadaka apron – person kun iklædt forklæde og evt. undertøj.
- Kimono – den traditionelle japanske dragt der i forskellig udformning kan benyttes af både mænd og kvinder men nu stort set kun ved særlige lejligheder.
  - Mofuko – (sørge)kimono båret af kvinder ved nære slægtninges eller venners død.
  - Yukata – let kimono der bæres efter badet i onsen og ved sommerfester, især Obon og Tanabata.
- Uniformer
  - Bunny girl
  - Tjenestepige – både de korte sexede franske og de lange ærbare victorianske.
  - Miko – tjenerinde ved Shinto-helligdom.
  - Sygeplejerske
  - Politikvinde
  - Race queen – modeller der er til stede i reklameøjemed ved racerløb.
  - Servitrice
- Skoleunform
  - Bloomers – Pigeshorts til varmt vejr.
  - Sailor fuku
  - Officiel badedragt for piger – gammel stil, ny stil og konkurrence, alle i et stykke. Ikke sjældent med figurens navn og eventuel klasse på brystet.

For de ovennævnte eksempler gælder generelt, at det ikke er noget, figurerne har på til hverdag. Til adskillige serier tæller derfor kapitler hhv. afsnit centreret om årlige begivenheder som nytår og sommerfester. Eller figurerne er på stranden, besøger en tjenestepigecafe eller doujinshimesser eller skal snige sig ind et givet sted.
Det er dog ikke altid muligt at skelne klart mellem, hvad der er fanservice, og hvad der ikke er. I flere serier vælger skaberne bevidst at iføre figurerne nogle af de ovennævnte beklædninger som fanservice men også som en del af seriens tema og som figurernes almindelige påklædning. Et eksempel på det er Sailor Moon, hvor både pigernes dragter og flere af deres sædvanlige skoleuniformer er i sailor fuku-stil og utvivlsomt har dannet en væsentlig del af grundlaget for denne stils popularitet i fankredse og følgelig hyppigt påføres mangapiger i skolealderen. Ja faktisk optræder den klart mere i fiktion end på virkelighedens japanske skoler, der for øvrigt for en dels vedkommende ikke ville tillade pigerne at vise så meget ben, som man ser i en del serier, sailor fuku eller ej (at en del piger så ruller op i nederdelene udenfor skoletid og derved selv sørger for fanservice er så en anden side af sagen). Derimod er der ikke noget specielt i, at figurerne er iført skoleuniformer som sådan, for det er krav på stort set alle japanske mellemskoler og gymnasier foruden en del grundskoler.

## Bifigurer
I en helt anden boldgade finder man en ting, der også forekommer jævnligt i vestlige serier, nemlig tilbagenden af ellers engangsbifigurer, som seerne holdt af eller fandt morsomme. Nogle af disse kan vokse til regulære bifigurer eller endda hovedfigurer. F.eks. voksede That Man i Excel Saga fra at være en ubetydelig bifigur til at være en vigtig fjende. Mens andre som Britney i Totally Spies bliver på bifigurstadiet men er vendt tilbage flere gange simpelthen på grund af sin popularitet.
Ved fortsættelse af serier er det i det hele taget oplagt at genbruge og uddybe bekendtskabet med allerede kendte figurer og således tilføje nye aspekter til det allerede kendte og vellidte. Inddragelsen af Chewbacca og hele Wookiee-racen i Star Wars Episode III: Sith-fyrsternes hævn kan ses som et eksempel på dette. Lidt groft sagt kunne en hvilken som helst race have udfyldt rollen, men biografgængerne kendte Chewbacca i forvejen. Et andet eksempel er Lucky Luke, hvor trofaste læsere i Morris sene år fik en række gensyn med både bi- og titelfigurer fra tidligere album i serien.

## Hilsner
Endnu en form for fanservice er hilsner til andre værker og personer. Det er dog en form der ofte kræver en vis indsigt af publikum.
Det gælder for eksempel ved remakes hvor det ofte er oplagt med hilsner tilbage til tidligere versioner. Som eksempel kan her nævnes 2005-versionen af King Kong, hvor Carl Denham spørger Preston hvem, der skal have kvindelige hovedrolle i filmen i filmen, og foreslår blandt andet "Fay". Preston svarer imidlertid "She's already doing something for RKO." (Hun laver allerede noget for RKO), hvortil Denham siger "Cooper, huh? I should've known." (Cooper, hva? Jeg burde have vidst det). Pointen er, at Fay Wray spillede hovedrollen i den originale King Kong-film fra 1933, der netop var produceret af RKO Pictures og instrueret af Merian C. Cooper.
I andre tilfælde kan der være små hilsner til helt andre ting, folkene bag den nye serie, film etc. har været involveret i. Eller man inddrager figurer, der allerede er kendt fra andre medier, som bifigurer eller statister (såkaldt cameo). Dette må dog ikke forveksles med parodier som sådan, om end grænsen kan være svær at trække.
I forlængelse af ovenstående må også nævnes de tilfælde, hvor der lige så meget er tale om fanservice for folkene bag serien, filmen etc. som for publikum. For lige som alle andre er de også fans af forskellige ting, som inddrages på forskellig vis. Star Trek, Star Wars og Matrix er eksempler på serier, der ofte har inspireret og er blevet både citeret og parodieret i en række sammenhænge. For eksempel citerer Rommie i sidste afsnit af Gene Roddenberry's Andromeda delvist Star Wars' Obi-Wan Kenobi ved at sige til nogle angribere: "We're not the droids you're looking for".
Endelig må nævnes de tilfælde, hvor tegnere har benyttet virkelige personer som forlæg for i øvrigt fiktive personers udseende. Ovennævnte Morris har f.eks. gjort det jævnligt i Lucky Luke, ja i albummet Joss Jamons bande har han endda ladet albummets forfatter René Goscinny lægge ansigt til en af skurkene.

## For hardcore og insidere
Nogle former for fanservice er mest for hardcore fans og insidere. Publikum uden nærmere forhåndskendskab vil som oftest ikke bemærke det, men for trofaste fans eller folk med baggrundsviden giver det en ekstra krølle på historien eller bare lidt ekstra morskab.
Som eksempel på morskaben kan nævnes James Bond-produceren Michael G. Wilson, der har skiftende statist- eller små biroller i en række film i serien som alt fra græsk præst til medlem af det russiske sikkerhedsråd. Tilsvarende har Victor Tourjansky en statistrolle som Mand med flaske i tre James Bond-film på stribe, The Spy Who Loved Me, Moonraker og For Your Eyes Only.
Blandt krøllerne kan nævnes Nabeshin fra Excel Saga, hvor figuren dels er baseret på seriens instruktør Koushi Rikudou og dels optræder igen i den efterfølgende OVA-serie Puni Puni Poemy. Et andet eksempel er mangakaen Ken Akamatsu, der er med i jule- og forårsspecialafsnittene i animeudgaven af hans manga Love Hina.
Og som et afsluttende eksempel kan nævnes den danske tegneserie Valhalla. Her gengiver albummene gudesagn fra den nordiske mytologi i fri fortolkning men med respekt for de centrale dele. En kombination der åbner for let gennemskuelige nutidige hentydninger, som for eksempel i Muren hvor den forklædte Odin spørger Tjalfe, om han er ude på at "dø hårdt", en hentydning til filmserien Die Hard. Men også for hentydninger til mindre kendte sagn som for eksempel i Den store udfordring der er baseret på sagnet om Thors kamp mod jætten Rungner. Her gøres Thor opmærksom på vølven Groa, der kan hjælpe med at få frigjort resten af Rungners hvæssesten, der havde sat sig fast i Thors hoved. En hentydning til slutningen af sagnet som ikke er med i albummet.